# Enneapogon
Enneapogon és un gènere de plantes de la subfamília de les cloridòidies, família de les poàcies, ordre de les poals, subclasse de les commelínides, classe de les liliòpsides, divisió dels magnoliofitins.

## Taxonomia
- Enneapogon abyssinicus (Hochst.) Rendle
- Enneapogon arenicola (Domin) N.T. Burb.
- Enneapogon asperatus C.E. Hubb.
- Enneapogon avenaceus (Lindl.) C.E. Hubb.
- Enneapogon benguellensis Rendle
- Enneapogon borealis (Griseb.) Honda
- Enneapogon brachystachyus (Jaub. & Spach) Stapf
  -     - Enneapogon brachystachyus var. macranthera Stapf
- Enneapogon caerulescens (Gaudich.) N.T. Burb.
  -     - Enneapogon caerulescens var. caerulescens
    - Enneapogon caerulescens var. occidentalis Kakudidi
- Enneapogon cenchroides (Licht.) C.E. Hubb.
- Enneapogon clelandii N.T. Burb.
- Enneapogon cylindricus N.T. Burb.
- Enneapogon decipiens Kakudidi
- Enneapogon desvauxii P. Beauv.
  - Enneapogon desvauxii subsp. borealis (Griseb.) Tzvelev
  - Enneapogon desvauxii subsp. desvauxii
- Enneapogon elegans (Nees ex Steud.) Stapf
- Enneapogon eremophilus Kakudidi
- Enneapogon filifolius (Pilg.) Stapf ex Garab.
- Enneapogon flavescens (Lindl.) N.T. Burb.
- Enneapogon glaber N.T. Burb.
- Enneapogon glumosus (Hochst.) Maire & Weiller
- Enneapogon gracilis (R. Br.) P. Beauv.
- Enneapogon intermedius N.T. Burb.
- Enneapogon lindleyanus (Domin) C.E. Hubb.
- Enneapogon lophotrichus Chiov. ex H. Sholz. & P. Koenig
- Enneapogon mollis Lehm.
- Enneapogon nigricans (R. Br.) P. Beauv.
- Enneapogon oblongus N.T. Burb.
- Enneapogon pallidus (R. Br.) P. Beauv.
  -     - Enneapogon pallidus var. breviseta N.T. Burb.
    - Enneapogon pallidus var. pallidus
- Enneapogon persicus Boiss.
- Enneapogon phleioides Roem. & Schult.
- Enneapogon planifolius N.T. Burb.
- Enneapogon polyphyllus (Domin) N.T. Burb.
- Enneapogon pretoriensis Stent
- Enneapogon pubescens (Domin) N.T. Burb.
- Enneapogon purpurascens (R. Br.) P. Beauv.
- Enneapogon pusillus Rendle
- Enneapogon robustissimus (Domin) N.T. Burb.
- Enneapogon scaber Lehm.
  -     - Enneapogon scaber var. scaber
- Enneapogon schimperanus (Hochst. ex A. Rich.) Renvoize
- Enneapogon scoparius Stapf
- Enneapogon spathaceus Gooss.
- Enneapogon truncatus Kakudidi
- Enneapogon virens (Lindl.) Kakudidi
- Enneapogon wrightii (S. Watson) C.E. Hubb.